# 達齊加瓦巴爾村
達齊加瓦巴爾村（波斯語：درزيگوابر），是伊朗吉兰省阿姆拉什县中央區南阿姆拉什鄉的一个村。2006年人口普查顯示該村人口为181人，分佈在42个家庭中。